# 马瓜斯蒂芬妮
马瓜斯蒂芬妮（日语：／ Mawuli Stephanie，1998年11月25日—）生于爱知县丰桥市，是一名加纳裔日本女子篮球运动员。她的父母都是加纳人，两人因为工作原因来到日本定居。斯蒂芬妮童年时曾接触过网球和游泳运动，最初对篮球并不感兴趣，但后来受姐姐伊夫琳的影响加入了学校的篮球部开始练习篮球。斯蒂芬妮原先和家人一样都是加纳国籍，后来姐姐伊夫琳希望归化至日本，以便能代表日本参加国际比赛，全家四人经过一番讨论后，最终决定都申请获得日本国籍。斯蒂芬妮原本主要参加五人制比赛，后来2018年亚洲运动会日本女子三人制篮球队的其中一名队员因伤退赛，原本已经入选日本亚运五人制篮球队的斯蒂芬妮临时进入三人制名单，顶替受伤队员参赛，这之后她便开始同时参加五人制和三人制的比赛。